# Afterglow
Afterglow je prvi kompilacijski set skupine Electric Light Orchestra (ELO), ki je izšel leta 1990. Nekoliko drugačna CD kompilacija z identično naslovnico, je izšla pod naslovom The Very Best of The Electric Light Orchestra.

## Pregled
Set vsebuje mešanico hit singlov z manj znanimi skladbami in skladbami, ki so izšle na b-straneh singlov. Set vsebuje večino prvotno mišljenega dvojnega albuma Secret Messages (1983), ki je kasneje izšel kot enojni album.
Diski seta so označeni s črkami "E", "L" in "O", vsak pa pokriva drugo kompilacijo albumov:
- Disk "E" – The Electric Light Orchestra (1971; skladbi 1-2), ELO 2 (1973; skladbe 3-6), On the Third Day (1973; skladbe 7-9) in Eldorado (1974; skladbi 10-11) (z izjemo skladbe »One Summer Dream« z albuma Face the Music (1975))
- Disk "L" – Face the Music (skladbe 1-3), A New World Record (1976; skladbe 4-7), Out of the Blue (1977; skladbe 8-15) in Discovery (1979; skladbi 16-17)
- Disk "O" – Time (1981; skladbe 1-3, 6 & 9), Secret Messages (1983; skladbi 10 & 18) in Balance of Power (1986; skladbi 13 & 16) (z izjemo skladbe »Shine a Little Love« z albuma Discovery)

Album ne vsebuje skladb s soundtracka Xanadu (1980).
Skladba »Destination Unknown«, ki je prej izšla kot b-stran singla »Calling America«, je izšla kot promocijski CD singl.

## Seznam skladb:Afterglow

### DiskE(Disk 1)
Vse pesmi je napisal in uglasbil Jeff Lynne, razen »Roll Over Beethoven« Chuck Berry in Ludwig van Beethoven.
| Št. | Naslov                               | Z albuma                           | Dolžina |
| --- | ------------------------------------ | ---------------------------------- | ------- |
| 1.  | „10538 Overture‟                     | The Electric Light Orchestra, 1971 | 5:32    |
| 2.  | „Mr. Radio‟                          | The Electric Light Orchestra       | 5:04    |
| 3.  | „Kuiama‟                             | ELO 2, 1973                        | 11:19   |
| 4.  | „In Old England Town (Boogie No. 2)‟ | ELO 2                              | 6:54    |
| 5.  | „Mama‟                               | ELO 2                              | 7:03    |
| 6.  | „Roll Over Beethoven‟                | ELO 2                              | 8:08    |
| 7.  | „Bluebird Is Dead‟                   | On the Third Day, 1973             | 4:24    |
| 8.  | „Ma-Ma-Ma Belle‟                     | On the Third Day                   | 3:52    |
| 9.  | „Showdown‟                           | ameriška izdaja On the Third Day   | 4:07    |
| 10. | „Can't Get It Out of My Head‟        | Eldorado, 1974                     | 4:25    |
| 11. | „Boy Blue‟                           | Eldorado                           | 5:20    |
| 12. | „One Summer Dream‟                   | Face the Music, 1975               | 5:47    |

### DiskL(Disk 2)
Vse pesmi je napisal in uglasbil Jeff Lynne.
| Št. | Naslov                               | Z albuma                 | Dolžina |
| --- | ------------------------------------ | ------------------------ | ------- |
| 1.  | „Evil Woman‟                         | Face the Music, 1975     | 4:18    |
| 2.  | „Tightrope‟                          | A New World Record, 1976 | 5:03    |
| 3.  | „Strange Magic‟                      | Face the Music           | 4:29    |
| 4.  | „Do Ya‟                              | A New World Record       | 3:44    |
| 5.  | „Nightrider‟                         | Face the Music           | 4:22    |
| 6.  | „Waterfall‟                          | Face the Music           | 4:10    |
| 7.  | „Rockaria!‟                          | A New World Record       | 3:14    |
| 8.  | „Telephone Line‟                     | A New World Record       | 4:39    |
| 9.  | „So Fine‟                            | A New World Record       | 3:54    |
| 10. | „Livin' Thing‟                       | A New World Record       | 3:31    |
| 11. | „Mr. Blue Sky‟ (japonska 7" verzija) | Out of the Blue, 1977    | 3:47    |
| 12. | „Sweet Is the Night‟                 | Out of the Blue          | 3:27    |
| 13. | „Turn to Stone‟                      | Out of the Blue          | 3:48    |
| 14. | „Sweet Talkin' Woman‟                | Out of the Blue          | 3:48    |
| 15. | „Steppin' Out‟                       | Out of the Blue          | 4:38    |
| 16. | „Midnight Blue‟                      | Discovery, 1979          | 4:17    |
| 17. | „Don't Bring Me Down‟                | Discovery                | 4:03    |

### DiskO(Disk 3)
Vse pesmi je napisal in uglasbil Jeff Lynne.
| Št. | Naslov                  | Z albuma                                                         | Dolžina |
| --- | ----------------------- | ---------------------------------------------------------------- | ------- |
| 1.  | „Prologue‟              | Time, 1981                                                       | 1:16    |
| 2.  | „Twilight‟              | Time                                                             | 3:33    |
| 3.  | „Julie Don't Live Here‟ | B-stran singla "Twilight", 1981                                  | 3:40    |
| 4.  | „Shine a Little Love‟   | Discovery, 1979                                                  | 4:39    |
| 5.  | „When Time Stood Still‟ | B-stran singla "Hold on Tight", 1981                             | 3:33    |
| 6.  | „Rain Is Falling‟       | Time                                                             | 3:57    |
| 7.  | „The Bouncer‟           | B-stran singla "Four Little Diamonds", 1983; prej neizdana v ZDA | 3:13    |
| 8.  | „Hello My Old Friend‟   | prej neizdana                                                    | 7:51    |
| 9.  | „Hold on Tight‟         | Time                                                             | 3:06    |
| 10. | „Four Little Diamonds‟  | Secret Messages, 1983                                            | 4:08    |
| 11. | „Mandalay‟              | prej neizdana                                                    | 5:19    |
| 12. | „Buildings Have Eyes‟   | B-stran singla "Secret Messages", 1983; prej neizdana v ZDA      | 3:55    |
| 13. | „So Serious‟            | Balance of Power, 1986                                           | 2:39    |
| 14. | „A Matter of Fact‟      | B-stran singla "So Serious"                                      | 3:58    |
| 15. | „No Way Out‟            | prej neizdana                                                    | 3:23    |
| 16. | „Getting to the Point‟  | Balance of Power                                                 | 4:28    |
| 17. | „Destination Unknown‟   | B-stran singla "So Serious"; prej neizdana v ZDA                 | 4:05    |
| 18. | „Rock 'n' Roll Is King‟ | Secret Messages                                                  | 3:07    |

## Seznam skladb:The Very Best Of The Electric Light Orchestra

### Disk 1
Vse pesmi je napisal in uglasbil Jeff Lynne, razen »Roll Over Beethoven« Chuck Berry in Ludwig van Beethoven.
| Št. | Naslov                        | Z albuma                 | Dolžina |
| --- | ----------------------------- | ------------------------ | ------- |
| 1.  | „Evil Woman‟                  | Face the Music, 1975     | 4:18    |
| 2.  | „Livin' Thing‟                | A New World Record, 1976 | 3:31    |
| 3.  | „Turn to Stone‟               | Out of the Blue, 1977    | 3:48    |
| 4.  | „Can't Get It Out of My Head‟ | Eldorado, 1974           | 4:25    |
| 5.  | „Rockaria!‟                   | A New World Record       | 3:14    |
| 6.  | „Telephone Line‟              | A New World Record       | 4:39    |
| 7.  | „Mr. Blue Sky‟                | Out of the Blue, 1977    | 3:47    |
| 8.  | „Sweet Talkin' Woman‟         | Out of the Blue          | 3:48    |
| 9.  | „Confusion‟                   | Discovery, 1979          | 3:42    |
| 10. | „Rock 'n' Roll Is King‟       | Secret Messages, 1983    | 3:43    |
| 11. | „Strange Magic‟               | Face the Music           | 4:05    |
| 12. | „Calling America‟             | Balance of Power, 1986   | 4:05    |

### Disk 2
Vse pesmi je napisal in uglasbil Jeff Lynne.
| Št. | Naslov                 | Z albuma               | Dolžina |
| --- | ---------------------- | ---------------------- | ------- |
| 1.  | „Don't Bring Me Down‟  | Discovery, 1979        | 4:03    |
| 2.  | „So Serious‟           | Balance of Power, 1986 | 2:41    |
| 3.  | „Getting to the Point‟ | Balance of Power       | 4:28    |
| 4.  | „Do Ya‟                | A New World Record     | 3:45    |
| 5.  | „Hold on Tight‟        | Time, 1981             | 3:06    |
| 6.  | „Secret Messages‟      | Secret Messages, 1983  | 4:47    |
| 7.  | „Wild West Hero‟       | Out of the Blue, 1977  | 4:40    |
| 8.  | „Here Is the News‟     | Time                   | 3:49    |
| 9.  | „Shine a Little Love‟  | Discovery              | 4:39    |
| 10. | „I'm Alive‟            | Xanadu, 1980           | 3:45    |
| 11. | „All Over the World‟   | Xanadu                 | 4:03    |
| 12. | „Roll Over Beethoven‟  | ELO 2, 1973            | 4:32    |

## Zasedba
- Jeff Lynne – vokali, kitare
- Bev Bevan – bobni, tolkala
- Richard Tandy – klaviature, kitara
- Kelly Groucutt – bas kitara, vokali (1974 in naprej)
- Mike de Albuquerque – bas kitara (do 1974)
- Bill Hunt – rog, lovski rog (Disk E: 1, 2)
- Mik Kaminski – violina
- Wilfred Gibson – violina (Disk E: 3–6, 8, 9)
- Steve Woolam – violina (Disk E: 1, 2)
- Mike Edwards – čelo (do 1974)
- Melvyn Gale – čelo (1975 in naprej)
- Hugh McDowell – čelo
- Colin Walker – čelo (Disk E: 3–6)
- Marc Bolan – kitara ("Ma-Ma-Ma Belle")
- Roy Wood – vokali, kitare, čelo, bas, pihala (Disk E: 1, 2, 4)
- Ira Robbins (Trouser Press) - notranje opombe (1990)